# 岡山県立真庭高等学校
岡山県立真庭高等学校は、岡山県真庭市にある岡山県立の高等学校。

## 教育方針
地域から信頼され，貢献できる高等学校を目指し，それぞれの校地で，学科の特色を生かした教育活動が展開されている。
平成24年度には防災教育を活動の柱に据えた事業を展開し，地域の自治体や住民会・小学校などと合同の防災訓練や地域貢献活動を行っている

## 沿革
2011年4月1日、岡山県立落合高等学校と岡山県立久世高等学校が合併し誕生した。2011年度の第1学年から真庭高校生となるため、合併後でも2・3年生は引き続き久世高等学校生・落合高等学校生である。2013年3月までは落合高等学校と真庭高等学校落合校地が、久世高等学校と真庭高等学校久世校地が併存して運営されていた。
2019年より看護科で全国募集枠が定員の5％で設定され、2020年度には定員の10％に拡大される。
岡山県教育委員会が2018年度に策定した「県立高校教育体制整備実施計画」では県内に複数ある複数校地の解消が計画されており、2022年度に久世校地の生徒募集を停止し、2024年度から落合校地に集約する方向で調整している。
2022年度より普通科・生物生産科・食品科学科生徒募集停止、食農生産科・経営ビジネス科　設置
2024年3月をもって普通科・生物生産科・食品科学科は閉科となった。

## 基礎データ

### 所在地
- 岡山県真庭市落合垂水448-1（落合校地）
- 岡山県真庭市中島143（久世校地）

### 学科
- 普通科、看護科、専攻科（落合校地）
- 生物生産科、食品科学科（久世校地）

### アクセス
落合校地
JR姫新線美作落合駅から徒歩10分
中国自動車道落合ICから車で5分
久世校地
バス 久世高前から徒歩2分
JR姫新線久世駅から徒歩15分
中国自動車道落合ICから車で10分
米子自動車道久世ICから車で10分

## 校歌
- 校歌は落合高等学校卒業生の岸田敏志が作詞作曲

## 制服
- 冬服　男子：スーツ、女子：スーツ
- 夏服　男子：ワイシャツ、女子：セーラー服

着用に関する規程や指導は，落合校地の方がより厳しく行われている。落合校地の生活指導は県北部の高校の中では最も厳しいと言われている。

## 校則
- 落合校地、久世校地で校則はほぼ共通であるが、以下の相違点が見られる。
- バイクに関する決まり
落合校地では、落合高校からの「三無運動」の指導を継続させており、通学困難地域の生徒のみ、原付の取得と通学が認められている。これに違反すると特別指導の対象となる。
久世校地では、久世高校からの「とらせて指導する」方針を引き継いでおり、届け出により自動二輪の取得も可能である。ただし、通学は通学困難地域のみが許可になる。
- アルバイト
両校地とも許可制をとっているが，その基準が異なっている。久世校地が平日のアルバイトも許可しているのに対し，落合校地では長期休業中のみが許可の対象となっている。

## 防災教育
- 平成23年度
お見米プロジェクトとして，久世校地で収穫された白米300kgを東北の被災地に届ける活動を行った。生徒８人が夜行バスを乗り継いで仮設住宅などで被災者に手渡しを行った。その際，真庭市内外から寄せられたメッセージや寄付金も併せて届けた。
- 平成24年度
こち防プロジェクトとして，地域防災活動と防災関連教育を通して，地域を担う生徒の育成，意識づくりを行っている。